# Chutir-Mychajliwskyj
Chutir-Mychajliwskyj, ukrainisch Хутір-Михайлівський (1962 bis 2024 Druschba, ukrainisch und russisch Дружба) ist eine Stadt in der Oblast Sumy im Norden der Ukraine mit 2500 Einwohnern (2024).

## Geschichte
Die Vorgänger der 1685 gegründeten Ortschaft waren Schurawka (Журавка) und Jurassowka (Юрасовка) aus denen später Chutor-Michailowski (Хутор-Михайловский) bzw. ukrainisch Chutir-Mychajliwskyj (Хутір-Михайлівський) wurde. Der Ort bekam im Dezember 1962 die Stadtrechte und seinen damaligen Namen Druschba (dt. „Freundschaft“) verliehen.
Am 19. September 2024 unterstützte die Werchowna Rada die Rückbenennung von Druschba in Chutir-Mychajliwskyj. Die Rückbenennung trat am 26. September 2024 in Kraft.
Vom 1. Oktober 1941 bis zum 5. September 1943 war Chutor-Mychailowskyj von der Wehrmacht besetzt. Die St. Nikolaus-Kirche, ein Kirchengebäude der Ukrainisch-Orthodoxen Kirche Kiewer Patriarchats wurde im Jahr 2010 neu erbaut.

## Geographie
Chutir-Mychajliwskyj liegt in der Oblast Sumy im Norden des Rajon Schostka. Die Stadt, die einen Bahnhof besitzt, ist ein Eisenbahnknotenpunkt der Piwdenno-Sachidna Salisnyzja an den Bahnstrecken Woroschba–Orscha und Konotop–Nawlja.
Durch die Stadt verläuft die Territorialstraße T-19-15, über die das ehemalige Rajonzentrum Jampil nach 19 km in südwestliche und die Stadt Seredyna-Buda nach 31 km in nordöstliche Richtung zu erreichen ist.

## Verwaltungsgliederung
Am 12. August 2016 wurde die Stadt zum Zentrum der neugegründeten Stadtgemeinde Druschba (Дружбівська міська громада/Druschbiwska miska hromada). Zu dieser zählen auch die 11 in der untenstehenden Tabelle aufgelisteten Dörfer, bis dahin bildete sie zusammen mit dem Dorf Dowschyk die gleichnamige Stadtratsgemeinde Druschba (Дружбівська міська рада/Druschbiwska miska rada) im Nordosten des Rajons Jampil.
Am 17. Juli 2020 kam es im Zuge einer großen Rajonsreform zum Anschluss des Rajonsgebietes an den Rajon Schostka.
Folgende Orte sind neben dem Hauptort Chutir-Mychajliwskyj Teil der Gemeinde:
| Name                     | Name        | Name                            |
| ukrainisch transkribiert | ukrainisch  | russisch                        |
| ------------------------ | ----------- | ------------------------------- |
| Buhor                    | Бугор       | Бугор (Bugor)                   |
| Doroschenkowe            | Дорошенкове | Дорошенково (Doroschenkowo)     |
| Doroschiwka              | Дорошівка   | Дорошовка (Doroschowka)         |
| Dowschyk                 | Довжик      | Должик (Dolschik)               |
| Kossynske                | Косинське   | Косинское (Kossinskoje)         |
| Mykytske                 | Микитське   | Никитское (Nikitskoje)          |
| Objednane                | Об’єднане   | Объединённое (Objedinjonnoje)   |
| Palaschtschenkowe        | Палащенкове | Палащенково (Palaschtschenkowo) |
| Romankowe                | Романькове  | Романьково (Romankowo)          |
| Tschujkiwka              | Чуйківка    | Чуйковка (Tschuikowka)          |
| Wassylez                 | Василець    | Василец (Wassilez)              |